# 내셔널 스타 사커 리그
내셔널 스타 사커 리그는 미국의 아마추어 축구 리그이다.

## 2011년의 팀들

### 센트럴 컨퍼런스
- 조플린 시티 유나이티드
- 캔자스 시티 재규어즈
- / 쿼드시티 이글스
- 미드웨스트 유나이티드
- 레알 디모인
- 수랜드 유나이티드
- 오마하 레드 퓨어리
- 쉴러 워리어즈
- 링컨 파이어
- 로스 바케로스
- 위치토 토네이도스
- 푸마스 FC

## 참가 자격
- 센트럴 컨퍼런스: 사우스다코타주,  네브래스카주,  캔자스주,  오클라호마주,  미네소타주,  아이오와주,  미주리주,  아칸소주
- 사우스센트럴 컨퍼런스:
- 사우스웨스트 컨퍼런스:
- 웨스트코스트 컨퍼런스:
- 로키 마운틴 컨퍼런스:
- 노스웨스트 컨퍼런스:
- 미드이스트 컨퍼런스:
- 노스이스트 컨퍼런스: